# Villány
Villány [viláň] (německy Willand, Wieland, chorvatsky Viljan, Biljan, Vilanje, srbsky Вилањ, Vilanj, lotyšsky Villāņa) je město v jižním Maďarsku v župě Baranya, nedaleko Chorvatských hranic. Spadá pod okres Siklós a leží asi 26 km jihovýchodně od Pécse. Město se rozkládá na ploše 22,02 km² a žije zde přibližně 2 000 obyvatel. Podle údajů z roku 2011 zde žili z 85,3 % Maďaři, 21,2 % Němci, 1,7 % Romové, 0,8 % Chorvati, 0,5 % Srbové a 0,2 % Rumuni.
Nejbližšími městy jsou Bóly, Kozármisleny a Siklós. Blízko jsou též obce Kisjakabfalva, Magyarbóly, Nagyharsány, Pailand, Pócsa a Villánykövesd.
Vinařská oblast Villány je nejjižněji položenou vinařskou oblastí v Maďarsku. Převládá zde kontinentální podnebí s poměrně výrazným vlivem středomoří. Oblast se vyznačuje vysokým počtem hodin se slunečním svitem (2150 hodin) a vysokou průměrnou teplotou ve vegetačním období. Celé oblasti vévodí hora Szársomlyó (442 m.) na jejíž úbočí se rozprostírají vinice. Vinice Kopár se nachází na jižním úbočí. Je zcela chráněna před severními a severozápadními větry. Tato vinice má hned několik "nej". Je nejjižněji položená v rámci Maďarska, je nejslunnější a nejteplejší. Díky velmi dobře chráněné poloze réva zde raší na počátku jara o dva týdny dříve než na jiných vinicích v okolí. Ve vinici Kopár se pěstují výhradně modré odrůdy (Cabernet Franc, Cabernet Sauvignon, Merlot, Syrah...).[zdroj⁠?!]

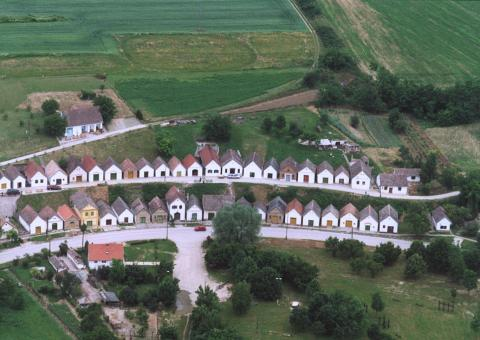
Vinné sklípky ve Villánykövesd